# Леандро Торрес
Леандро Габріель Торрес (ісп. Leandro Gabriel Torres; нар. 4 листопада 1988, Росаріо, Аргентина) — аргентинський футболіст, півзахисник мексиканського клубу «Оахака». Виступав за молодіжну збірну Аргентини. 

## Клубна кар'єра
Вихованець футбольного клубу «Ньюеллс Олд Бойз» з Росаріо, в основній команді якого дебютував 5 листопада 2006 року в матчі проти «Індепендьєнте». Спочатку не мав стабільного місця в основі, а в сезоні 2008 року, за тренера Фернандо Гамбоа, почав постійно з'являтися у стартовому складі. Наступного року, за тренера Роберто Сенсіні, став переважно виходити на заміну, і влітку 2009 року відправився в оренду до клубу «Годой-Крус». У липні 2010 року перейшов в оренду до еквадорського «Емелека», де тренувався під керівництвом Хорхе Сампаолі. У складі «Емелека» виступав на Кубку Лібертадорес. Після виходу з клубу Сампаолі залишився у складі, але за півроку взяв участь лише у 5 матчах.
Після повернення в «Ньюеллс Олд Бойз» не мав місце в основі, тому планував повернутися до Еквадору, до клубу «Депортіво Куенка», але перехід не відбувся. На початку 2013 року остаточно залишив клуб з Росаріо, щоб стати гравцем чилійського «Сантьяго Вондерерз», де стабільно грав в основі. У 2014 році перейшов до таїландського клубу «Бурірам Юнайтед», але провів лише три матчі, після чого повернувся до Чилі та виступав у другому дивізіоні за «Кокімбо Унідо», який залишив влітку 2015 року.
У січні 2016 року прибув на перегляд до білоруського клубу «Білшина» й незабаром підписав контракт із бобруйчанами. У липні перейшов у брестейське «Динамо», а 27 липня у матчі проти БАТЕ дебютував за новий клуб. Контракт уклали на два роки. Забив найбільше м'ячів у сезоні (11) і за опитуванням уболівальників визнано найкращим півзахисником сезону та найкращим гравцем клубу у 2017 році.
20 січня 2018 року клуб опублікував заяву про те, що Леандро Торрес не з'явився на тренування і збирається перейти в нову команду. Сам Торрес сказав у своєму профілі в Instagram, що залишив Берестя через дружину та дітей, яким складно було жити в країні. 9 березня від неофіційних джерел з'явилося повідомлення, що Торрес отримав дозвіл ФІФА грати за футбольний клуб «Атлетіко Сан-Луїс» (другий дивізіон чемпіонату Мексики). Клуб «Динамо-Берестя» зберігав ім'я Торреса у списку команди на своєму сайті на вимогу одного з керівників клубу. У складі клубу «Атлетіко Сан Луїса» став переможцем Ассенсо МХ сезону 2018/19 років. 24 червня 2019 року оголошено, що Торрес залишив клуб «Атлетіко Сан Луїс». У липні 2019 року перейшов в інший мексиканський клуб — «Тампіко Мадеро». З липня 2021 року став гравцем «Алебріхес де Оахака».

## Кар'єра в збірній
У 2006 році провів 3 матчі за молодіжну збірну Аргентини.

## Досягнення

### Клубні
«Бурірам Юнайтед»
- Королівський кубок Кора
  -  Володар (1): 2014

«Динамо-Берестя»
- Кубок Білорусі
  -  Володар (1): 2016/17

«Атлетіко Сан-Луїс»
- Асенсіо MX
  -  Чемпіон (1): 2018 (а)

### Індивідуальні
- У списку 22-ох найкращих гравців чемпіонату Білорусі: 2017